# Альцен, Уве
Уве Альцен (нем. Uwe Alzen; род. 18 августа 1967, Кирхен, Альтенкирхен) — немецкий автогонщик.
Первый крупный успех пришёл к нему в 1991 г., когда он выиграл только что основанный немецкий Кубок Порше Каррера, повторив своё достижение и в следующем году. На Порше же, вместе с Кристианом Фиттипальди и Жаном-Пьером Жарье он побеждает в 24 часах Спа. В 1994 г. Уве выигрывает Суперкубок Порше, а в 1995 г. младший чемпионат ДТМ, для частных команд Класса 2. В 1996 г. он выступает на Opel Calibra весь сезон ДТМ/ITC. После прекращения ДТМ он продолжает выступать за Опель в Немецком СуперТуринге (STW), который выиграл в 1999 г. Однако эта победа была одержана при противоречивых обстоятельствах — его напарник Роланд Аш вышиб из гонки его главного соперника Кристиана Абта. Было предъявлено видео и победа была отдана Абту. В 2000 г. Альцен одержал победу в 24 часах Нюрбургринга.
После возрождения ДТМ Альцен переходит туда вместе с Опелем, однако после одного сезона, когда он успел поссориться со своим напарником Мануэлем Ройтером, он перешёл в Мерседес, однако и его покинул в 2003 г. при схожих обстоятельствах. Всего Уве провел 124 гонки в ДТМ, 17 раз взошёл на подиум, а 6 раз победил.
После ухода из DTM Уве продолжил свою карьеру в Немецком Кубке Порше, в котором взял титул в 2007 г, уже 3-й, с 1991 г.
В 2005 г. он ставит рекорд чемпионата VLN на Нордшляйфе на Порше Турбо, разработки их с братом команды — 8.09,949.

## Спортивные достижения
1991
- 1-е место в VLN, Porsche Carrera
- 1-е место в Молодёжном Трофее Veedol-Langstreckenpokal Nürburgring

1992
- 1-е место в Немецком Кубке Порше

1993
- 2-е место в Суперкубке Порше, (Porsche Zentrum Koblenz)
- 1-е место в зачете частников DTM на Mercedes (HJS/Komet / Team Persson)
- 1-е место в гонке 24 часа Спа на Porsche вместе с Кристианом Фиттипальди и Жаном Пьером Жарье
- Победа в Veedol-Langstreckenpokal на Porsche
- 2 старта/ 2 победы в ADAC Porsche-GT-Cup(Roock Racing)

1994
- 1-е место в Суперкубке Порше
- 1-е место в зачете частников DTM на Mercedes (MAC / Team Persson)

1995
- 1-е место в полузовдском зачете DTM/ITC на Mercedes (Kümmerling / Team Persson)
- 1-е место ADAC Porsche-GT-Cup
- 2 старта / 2 победы в Veedol-Langstreckenpokal (Porsche)

1996
- 8-е место в ITC на заводском Opel Calibra V6 (Opel Team Zakspeed) (3 вторых места, 2 третьих места, 1 поул-позиция)

1997
- 5-е место в STW-Cup на заводском Opel Vectra (Opel Team Holzer) (1 второе место, 7 третьих мест)

1998
- 3-е место в STW-Cup на заводском Opel Vectra (Opel Team Holzer)
- 1-е место в классе/ 2е место в общем зачете в гонке 24 часа Дайтоны на Porsche
- 2-е место в гонке 24 часа Ле-Мана на заводской Porsche GT1

1999
- 2-е место Deutscher Supertourenwagen (STW) на заводском Opel Vectra (Opel Team Holzer)
- 1-е место в классе GT3 / в гонке 24 часа Ле-Мана на заводской Porsche GT3

2000
- 6-е место в DTM на заводском Opel V8 Coupé (Opel Team Holzer) 3 победы
- 1-е место в гонке 24 часа Нюрбургринга на Porsche (Phoenix Team, Porsche Zentrum Koblenz) с Михаэлем Бартельсом, Берндом Майландером и Альфредом Хегером
- 2-е место в Veedol Langstreckenpokal Nürburgring

2001
- 2-е место DTM на Mercedes-Benz CLK-DTM (Warsteiner AMG Mercedes), 2 победы

2002
- 5-е место DTM на Mercedes-Benz CLK-DTM (Warsteiner AMG Mercedes), 2 победы, 1 поул-позиция

2003
- Победа в BFGoodrich Langstreckenmeisterschaft Nürburgring

2004
- 2-е место в классе GTS в гонке 1000км Нюрбургринга
- Победа BFGoodrich Langstreckenmeisterschaft Nürburgring, рекорд круга.

2005
- 3 победы в BFGoodrich Langstreckenmeisterschaft Nürburgring, 5 поул позиций, рекорд круга
- 6 гонок в Суперкубке Порше, 3 подиума

2006
- 2-е место в Суперкубке Порше, 4 победы
- 2-е место в Немецком Кубке Порше, 4 победы
- 2-е место в гонке 24 часа Нюрбургринга

2007
- 3-е место в Суперкубке Порше, 2 победы
- 1-е место в Немецком Кубке Порше.